# The Ghost House
The Ghost House è un film muto del 1917 diretto da William C. de Mille e interpretato da Jack Pickford, Louise Huff, Olga Grey, James Neill, Eugene Pallette.

## Trama

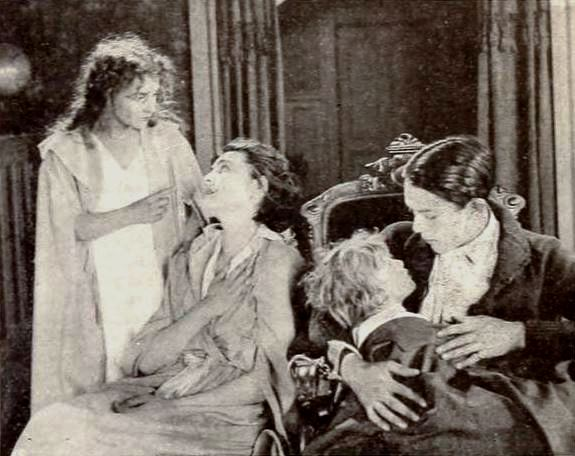
Louise Huff, Olga Grey, Jack Pickford

Jeremy Foster, un giardiniere, è - in realtà - un malvivente, a capo di una banda di ladri i quali, per nascondersi, usano la vecchia proprietà degli Atwill, un luogo che ha fama di essere infestato dai fantasmi. Per tenere lontano da lì ogni occhio indiscreto, Foster fa di tutto per mantenere viva questa superstizione ma, ciò nonostante, in casa vengono ad abitare le due proprietarie, le sorelle Lois e Alice. Pur conoscendo le voci che circolano, le due giovani - rimaste senza grandi mezzi - sono state costrette a trasferirsi nella casa di famiglia che, per anni, era rimasta vuota. Ne prendono possesso la stessa notte scelta da una confraternita per iniziare Ted Rawson, un nuovo adepto, proprio quando anche Spud, il nipote di Foster, vi si nasconde con la refurtiva di una rapina. Nel cuore della notte, Lois sorprende Ted che si aggira in casa. Ma, scambiandolo per un ladro, riesce a catturarlo. Spud, svegliato dai rumori, prende invece Lois, in camicia da notte, per un fantasma e fugge spaventato. Ted riesce a convincere Lois delle sue buone intenzioni aiutandola contro i ladri e tra i due nasce una storia d'amore.

## Produzione
Il film fu prodotto dalla Jesse L. Lasky Feature Play Company.

## Distribuzione
Il copyright del film, richiesto dalla Jesse L. Lasky Feature Play Co., fu registrato il 27 settembre 1917 con il numero LP11467.
Il film fu distribuito negli Stati Uniti dalla Famous Players-Lasky Corporation che lo fece uscire nelle sale il 1º ottobre 1917.
Non si conoscono copie ancora esistenti della pellicola che viene considerata presumibilmente perduta.